# Kon-Tiki
Kon-Tiki ili Kon Tiki je splav kojom je norveški znanstvenik i istraživač Thor Heyerdahl 1947. s 5 sudrugova (Norvežanima Knutom Hauglandom, Erikom Hesselbergom, Torsteinom Raabyjem i Hermanom Watzingerom te Šveđaninom Bengtom Danielssonom) otplovio od mjesta Callao u Peruu na zapadnoj obali Južne Amerike do grebena Raroia (otočje ili arhipelag Tuamotu u Francuskoj Polineziji). Splav je bila izgrađena po uzoru na splavi kojima su se koristili drevni Peruanci, a kao materijal bilo je upotrijebljeno isključivo domaće balsino drvo, koje i natopljeno zadržava plovnost. Splav je nazvana po istoimenom božanstvu ili mitskom biću Inka (na jeziku Inka: Sunčev sin), koje su, navodno, polinezijski domorodci prepoznali kao svoje već zaboravljeno božanstvo. Svrha je pohoda (ekspedicije) bila dokazati da su prastanovnici Južne Amerike mogli naseliti Polineziju slijedeći velike oceanske struje; pohod je trajao 101 dan, tijekom kojih je splav prešla oko 8 000 kilometara. Iako je putovanje uspješno okončano, znanstvenici uglavnom nisu prihvatili Heyerdahlove teorije.
Kon-Tiki je također ime popularne knjige koju je Heyerdahl napisao o svojim pustolovinama. Heyerdahl je tvrdio da su južnoamerički narodi naselili Polineziju u južnom Pacifiku u pretkolumbovska vremena. Organizirao je ekspediciju Kon-Tiki da bi pokazao kako je bilo tehnički moguće preploviti Tihi ocean isključivo uz pomoć materijala i tehnologije iz tog doba.
Heyerdahl i njegovi pomoćnici otišli su u Peru, gdje su pomoću stabala i drugih lokalnih materijala izgradili splav od drveta balsa na domorodački način prema crtežima španjolskih konkvistadora. Zajedno s petoricom ljudi Heyerdahl je na toj splavi plovio 101 dan i prešao oko 8 000 kilometara po Tihom oceanu dok se nije razbio na grebenu otoka Raroia u otočju Tuamotu 7. kolovoza 1947. Jedini moderni komad opreme na splavi bio je radio-aparat.
Knjiga Kon-Tiki bila je uspješnica, a dokumentarni film o ekspediciji osvojio je Oscara 1951.
Originalni Kon-Tiki je izložen u Muzeju Kon-Tiki u Oslu.